# Susana Soca
Susana Soca (Montevideo, 19 juillet 1906 - Rio de Janeiro, 11 janvier 1959) est une poétesse et mécène uruguayenne.

## Biographie
Fille du médecin Francisco Soca et de Luisa Blanco Acevedo, elle vit en Europe une grande partie de sa vie, notamment à Paris.
Entre 1938 et 1948, elle demeure dans un grand hôtel parisien. Proche de Paul Éluard, Valentine Hugo, Roger Caillois et d’autres écrivains, elle crée Les Cahiers de la Licorne. À Montevideo, elle poursuit la revue sous le nom de Entregas de la Licorne. Elle organise à Montevideo la première grande exposition rétrospective de Nicolas de Staël dont le catalogue est présenté par Pierre Lecuire.
Elle voyage en Russie et au Royaume-Uni pour récupérer des textes manuscrits de Boris Pasternak.
Picasso fait son portrait en hommage à sa générosité déployée vis-à-vis des artistes espagnols réfugiés en France.
Elle publiera Blanchot, Supervielle, Pasolini, Felisberto Hernández, Ricardo Paseyro et un grand nombre d’intellectuels de l’époque.
De retour en Uruguay le vol de la Lufthansa dans lequel elle voyageait glisse sur la piste de l'aéroport de Rio de Janeiro et prend feu.
Ses poèmes sont publiés post mortem dans Noche cerrada et En un país de la memoria.
Aimant les arts, Susana Soca avait constitué une importante pinacothèque dont certaines œuvres de Modigliani, Michaux, Chirico, Picasso, Nicolas de Staël, Monet, Heller et Soutine faisaient partie. Mais lors de sa mort son projet de fondation culturelle est resté oublié et sa collection dispersée, loin de l’objectif initial.
Le numéro 16 de sa revue lui est consacré et de nombreux textes lui rendent hommage, dont Elle n’était pas d’ici d’Emil Cioran.
Depuis, quelques études lui ont été dédiées ainsi qu’une exposition, Susana Soca et sa constellation vues par Gisèle Freund, en 2006, à la Maison de l’Amérique Latine, et en 2007 à la Chapelle Soca, construite par Antoni Bonet en 1960.

## Susana Soca en français
L'association Sables  a publié en 2011 en édition bilingue les poèmes de Susanna Soca  sous le titre Œuvre poétique.